# Brenthis fumida
Brenthis fumida är en fjärilsart som beskrevs av Butler 1882. Brenthis fumida ingår i släktet Brenthis och familjen praktfjärilar. Inga underarter finns listade i Catalogue of Life.